# Richard E. Blackwelder
Richard Eliot Blackwelder (* 29. Januar 1909 in Madison, Wisconsin; † 17. Januar 2001) war ein US-amerikanischer Entomologe, der sich auch mit allgemeinen Fragen der Taxonomie befasste. 

## Leben
Blackwelder erwarb 1931 seinen Bachelor-Abschluss an der Stanford University und wurde dort 1934 bei Gordon Floyd Ferris (1893–1958) und Robert Evans Snodgrass promoviert mit einer Dissertation über Kurzflügler (Staphylinidae). Danach sammelte er von 1935 bis 1938 für die Smithsonian Institution über 50.000 Käfer und andere Insekten in der Karibik. Anschließend war er zunächst am Bureau of Entomology des United States Department of Agricultural und ab 1938 Assistant Curator für Entomologie am American Museum of Natural History. Ab 1940 war er Assistant und danach Associate Curator der Smithsonian Institution am National Museum of Natural History. 1956 bis 1958 lehrte er als Associate Professor am St John Fisher College in Rochester (New York) und ab 1958 war er an der Southern Illinois University in Carbondale, an der er 1965 Professor für Zoologie wurde und 1977 emeritiert wurde.
Von 1944 bis 1957 erstellte er eine Liste von 50.000 Käfern aus Zentralamerika, Südamerika und der Karibik. Er erstbeschrieb zahlreiche Taxa.
Er war auch als Sammler von Material über J. R. R. Tolkien und dessen phantastische Romane bekannt. Seine diesbezügliche Sammlung ging an die Tolkien-Sammlung der Marquette University, die auch die Originalmanuskripte zu Tolkiens berühmtesten Werken hütet.
1961 war er Präsident der Society of Systematic Zoology, an deren Gründung durch Waldo L. Schmidt (1887–1977) und George W. Wharton (1914–1990) er auch 1947 beteiligt war und bei der er Herausgeber von Systematic Zoology war.

## Schriften
Zur Entomologie und Taxonomie:
- Monograph of the West Indian beetles of the family Staphylinidae. Bulletin of the United States National Museum No. 182, 1943
- Checklist of the Coleopterous insects of Mexico, Central America, the West Indies, and South America. USNM Bull. 185, 1944 bis 1957
- Generic names of the beetle family Staphylinidae with an essay on genotypy. Bull. U. S. Nat. Mus. 200, 1952
- Fourth Supplement to the Leng Catalogue of Coleoptera of America: North of Mexico, Sherman 1939
- Animal taxonomy and the new systematics, Surv. Biol. Progr., 4, 1962, 1-57
- Taxonomy; A text and reference book New York, John Wiley 1967

Über Tolkien und anderes:
- The Zest for Life, or Waldo Had a Pretty Good Run: The Life of Waldo LaSalle Schmitt The Allen Press, Inc., Lawrence, Kansas, 1979
- A Tolkien Thesaurus, Garland Publishing, New York, 1990
- Tolkien Phraseology: A Companion to A Tolkien Thesaurus Tolkien Archives Fund, Marquette University, 1990